# Leicester Square

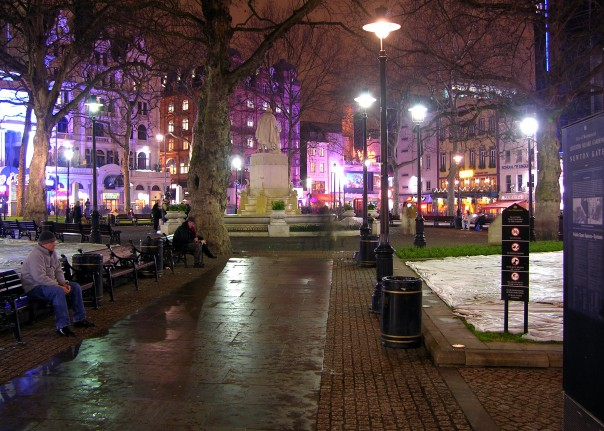
Leicester Square de noche en el 2005: una vista hacia el noreste.

Leicester Square es una plaza peatonal en el West End de Londres, Inglaterra. La plaza se ubica dentro de un área que se extiende por Lisle Street, al norte, por Charing Cross Road al este, Orange Street al sur y Whitcomb Street al oeste. Se encuentra dentro de la Ciudad de Westminster, y a una distancia idéntica (370 metros) de Trafalgar Square al sur, Piccadilly Circus al oeste, Covent Garden al este y Cambridge Circus al norte.

## Historia
La plaza recibe su nombre tras la compra de 1.6 hectáreas por parte de Robert Sidney en St. Martin's Field en 1630; en 1635 mandó construirse para sí mismo una gran casa, Leicester House, en la parte norte de Londres. El área que se encontraba enfrente de la gran casa estaba por aquel entonces vallada, impidiendo así a los habitantes de St. Martins Parish su derecho de paso. Estos llamaron la atención del rey Carlos I, quien ordenó a lord Leicester mantener parte de su tierra abierta a los transeúntes.
El área se desarrolló en la década de 1670 alrededor de la mansión célebre. La casa Leicester fue una vez residencia del príncipe de Gales, Frederick, pero a finales del siglo XVIII, el palacio dejó de ser un pequeño retículo y empezó a servir como una avenida para los festejos populares. Leicester House se convirtió en la casa de un museo nacional de curiosidades llamado el Holophusikon y fue demolida en 1971-1972.
En el siglo XIX, Leicester Square ya era conocida como una avenida de entretenimiento, con varias diversiones peculiares como el Globo de Wyld, el cual fue construido para la gran exhibición y fue sede de un mapa a escala gigante de la Tierra. Muchos hoteles se construyeron alrededor de la plaza haciéndola conocida por variados visitantes de Londres. Un gran teatro, el Alhambra, construido en 1854, dominaba el lugar. Hoy en día, la plaza permanece siendo el corazón de las actividades de ocio en el West End.

## Características

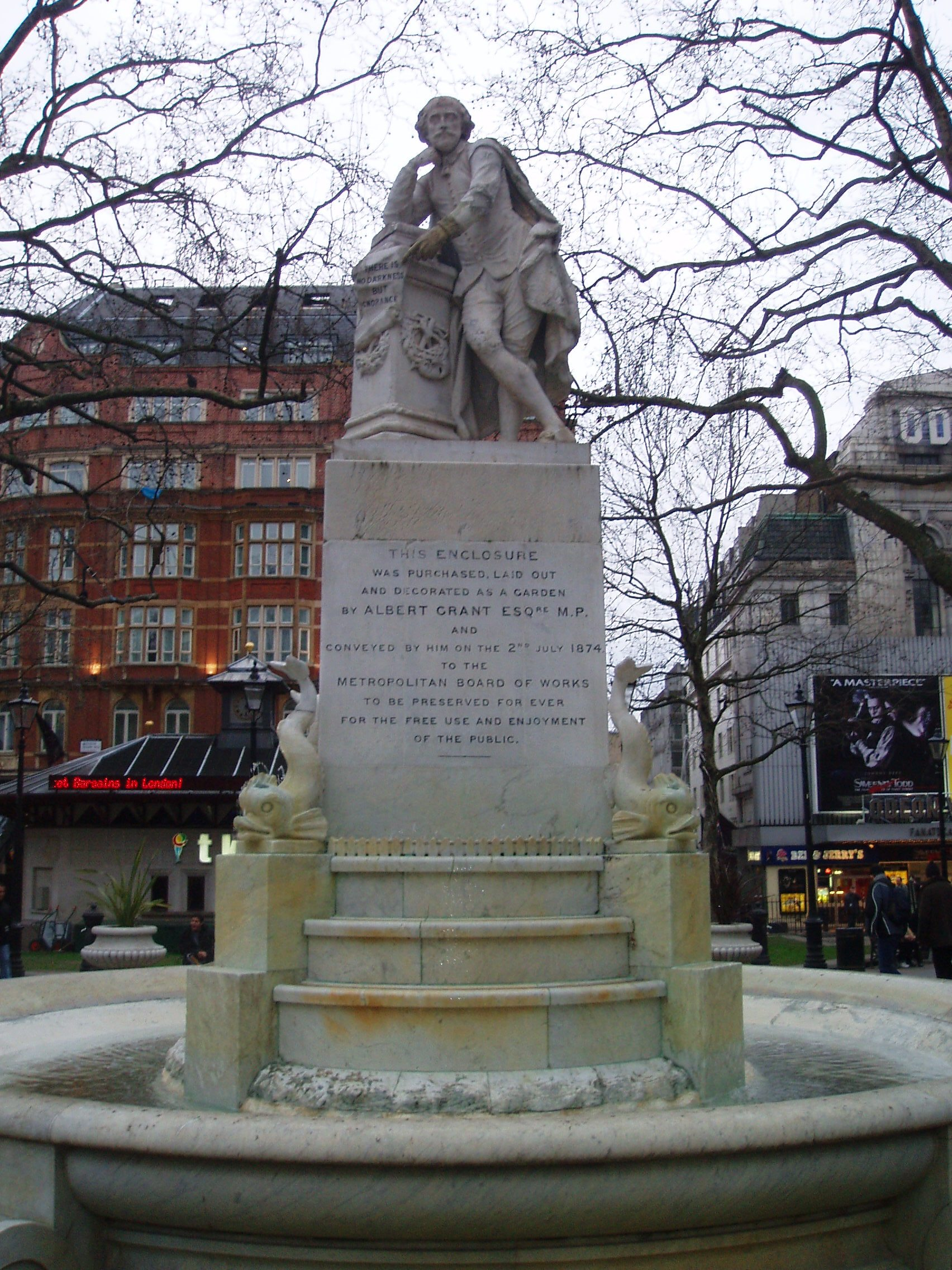
Estatua y fuente de Shakespeare.

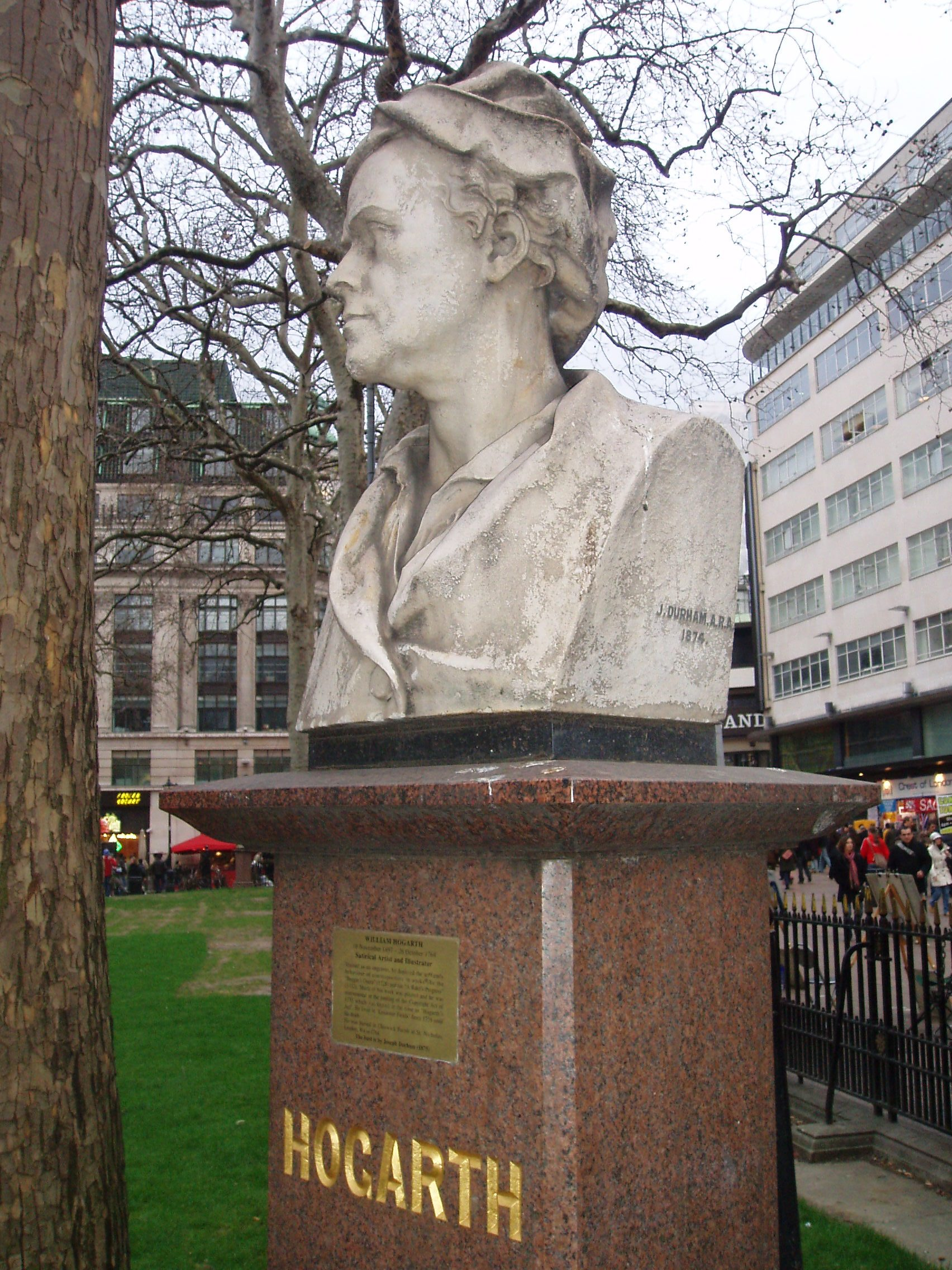
Busto de Hogarth.

En la mitad de la plaza hay un pequeño parque, y en su centro se ubica una estatua del siglo XIX de William Shakespeare rodeado por delfines. En las cuatro puertas en las esquinas del parque había un busto respectivanemente: Isaac Newton, el científico; Joshua Reynolds, el primer presidente de la Royal Academy; John Hunter, un pionero de la cirugía; y William Hogarth, el pintor. Además, se encontraba también una estatua del actor y director de cine Charlie Chaplin. En la acera estaban inscritas las distancias en millas a los países del antiguo Imperio británico. Todo se retiró después de su remodelación.

## Entretenimiento
Leicester Square es el centro del cine de Londres. Se dice que la plaza contiene el cine (llamado Odeon Leicester Square) con la pantalla más grande del mundo y el cine con el mayor número de butacas (más de 1600). La plaza es la ubicación principal en Londres para los preestrenos de las grandes superproducciones, y ha visto los estrenos mundiales de producciones internacionales como los films de James Bond y películas de animación como Shrek. Hasta el año 2010, al igual que el teatro chino de Grauman en Hollywood, la plaza estaba rodeada de placas con las huellas de manos de famosos, que más tarde fueron retiradas.[cita requerida]